# Alboglossiphonia kashiensis
Alboglossiphonia kashiensis (лат.) — вид плоских пиявок (Glossiphoniidae).

## Название
В первоописании вида об этимологии видового эпитета сообщается: «kashiensis, for the distribution in the Kashi Hills» (kashiensis, по распространению в холмах Касхи), однако такой топоним отсутствует в указанном регионе сбора материала, в то время как присутствуют холмы Кхаси, населённые одноимённым народом. По-видимому, данное название является результатом опечатки.

## Описание
Пиявки небольшого размера: длина тела составляет 6,5 мм, наибольшая ширина — 3,9 мм. Тело широкое, округлое, имеет бледную желтовато-серую окраску, чёрный пигмент отсутствует. В полном сегменте 3 кольца. По спинной стороне проходит один медиальный ряд крупных сосочков, а также разбросаны многочисленные более мелкие папиллы, не образующие рядов.
На переднем конце тела имеется три пары глаз, глаза передней пары сильно сближены. Между глазами как второй, так и третьей пары расстояние больше, однако с каждой стороны глаз второй пары сближается, а часто и сливается с глазом третьей пары.
Гермафродиты. Мужские и женские половые пути открываются общей гонопорой на границе 1 и 2 колец XII сегмента.

## Образ жизни
Пресноводный вид. Обитает в глубоких заводях горных ручьёв на каменистых субстратах. Обнаружена совместно с такими видами, как пиявки Salifa lateroculata, Barbronia weberi, Placobdelloides fulvus, малощетинковые черви Aulodrilus pluriseta, Limnodrilus hoffmeisteri, моллюски Lymnaea acuminata (сем. прудовики), Physa mexicana (сем. физы), Pisidium atkinsonianum и Pisidium annandalei (сем. шаровки и горошинки). Питание не показано.

## Распространение
Обнаружена в среднем горном ручье Слоновьего водопада (англ. Elephant Falls, кхаси Ka Kshaid Lai Pateng Khohsiew) вниз по течению на плато Шиллонг (штат Мегхалая, Индия), относящемся к водной системе реки Ганг.

## Таксономия
Типовые образцы были собраны 28 октября 2002 года Хаско Неземанном.
Молекулярно-генетические данные отсутствуют. На основании морфологических и зоогеографических соображений, сближается с такими видами, как Alboglossiphonia disuqi, Alboglossiphonia heteroclita, Alboglossiphonia hyalina, Alboglossiphonia lata, Alboglossiphonia masoni, Alboglossiphonia pahariensis, Alboglossiphonia striata, Alboglossiphonia tasmaniensis и Alboglossiphonia weberi. В частности, для этой группы видов характерны общая гонопора и голарктическое распространение.